# Pavličky
Pavličky (německy Pawlitschka) jsou malá vesnice a část obce Tuhaň v okrese Česká Lípa. Nachází se asi 2,5 kilometru východně od Tuhaně. Prochází jimi silnice II/260. Pavličky jsou také název katastrálního území o rozloze 2,86 km². V katastrálním území Pavličky leží i Dolní Dubová Hora a část kopce Dubová hora (397 metrů)

## Historie
První písemná zmínka o vesnici pochází z roku 1390.

## Obyvatelstvo
Při sčítání lidu v roce 1921 ve vsi žilo 142 obyvatel (z toho sedmdesát mužů), z nichž byl jeden Čechoslovák a 141 Němců. Až na osm evangelíků a jednoho člena nezjišťovaných církví byli římskými katolíky. Podle sčítání lidu z roku 1930 měla vesnice 146 obyvatel: dva Čechoslováky a 144 Němců. Kromě patnácti evangelíků a jednoho člověka bez vyznání se hlásili k římskokatolické církvi.

## Pamětihodnosti
Na návrší ve vsi stojí barokní kaple svatého. Jana Nepomuckého z roku 1795. Pramení zde Zakšínský potok. Obec se nachází na území chráněné krajinné oblasti Kokořínsko-Máchův kraj a prochází jí jednak silnice 260 od Dubé a také řada pěších, značených tras (zelená, žlutá a modrá od severovýchodně položeného Čapského dolu). Katastrální území Pavličky je zároveň součástí evropsky významné lokality Roverské skály. Silnici využívá i cyklotrasa 0057. Železniční spojení v blízkém okolí není, ve vsi je autobusová zastávka.

## Galerie

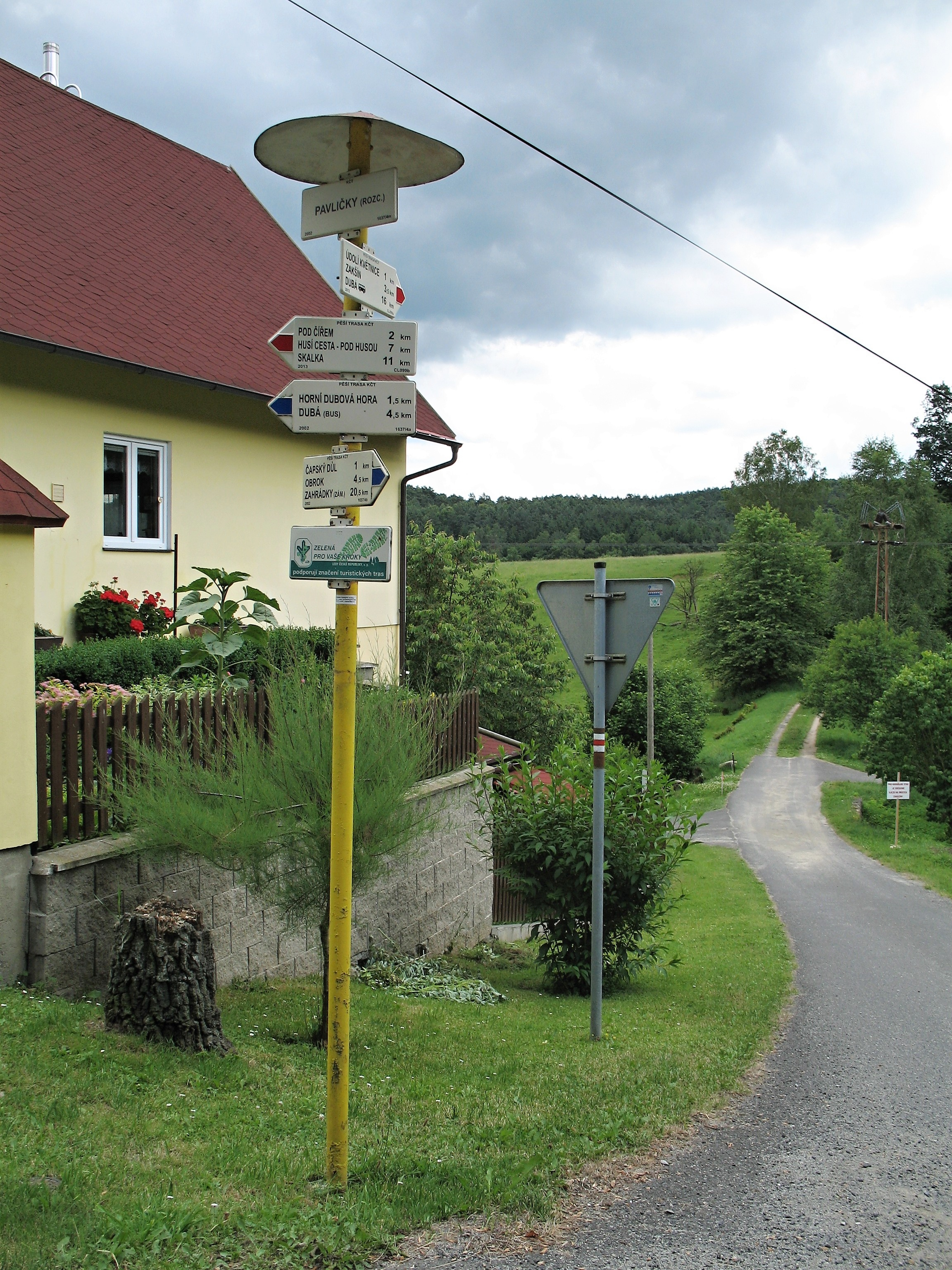
Turistický rozcestník
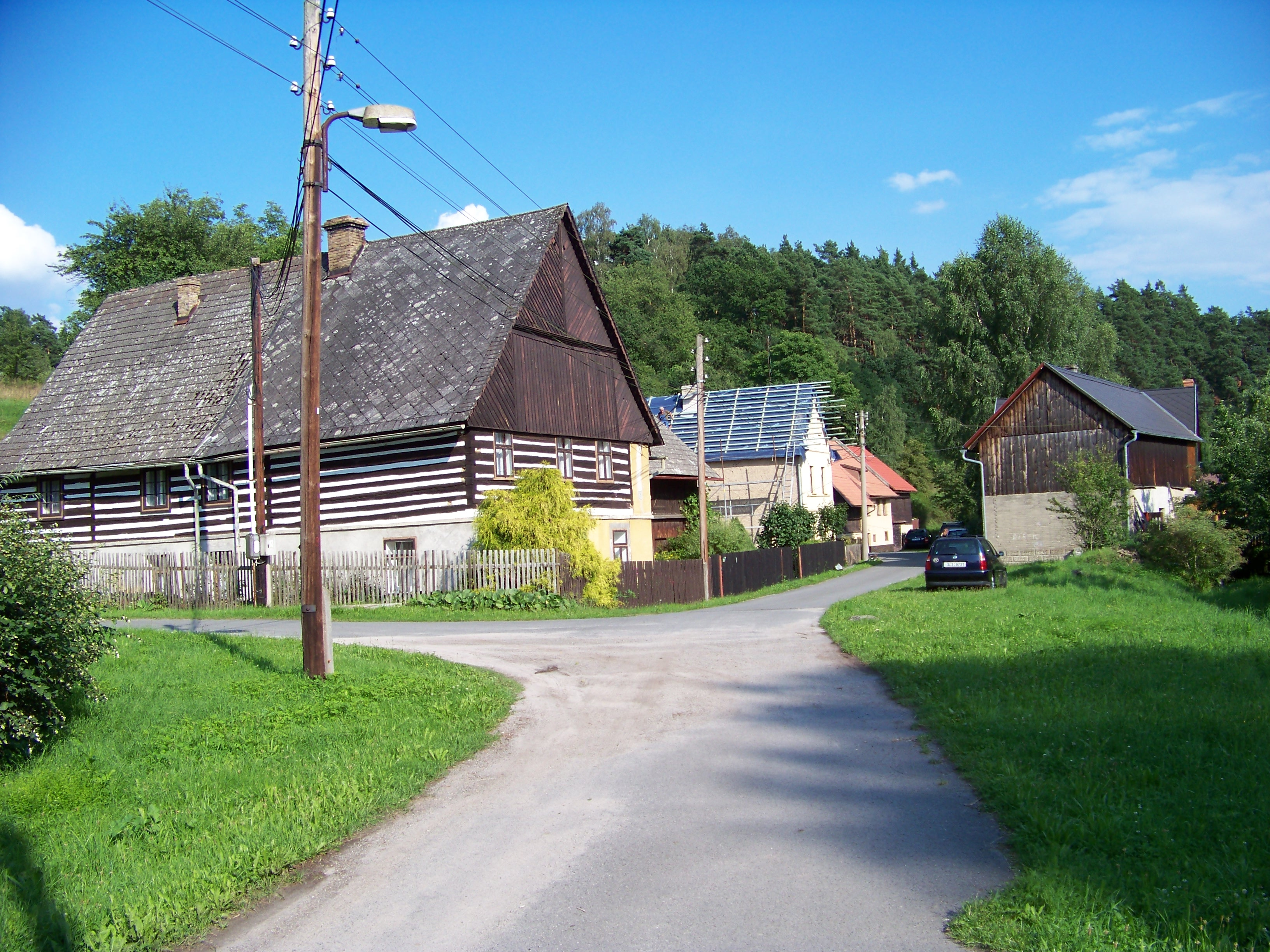
Rozcestí u čp. 3
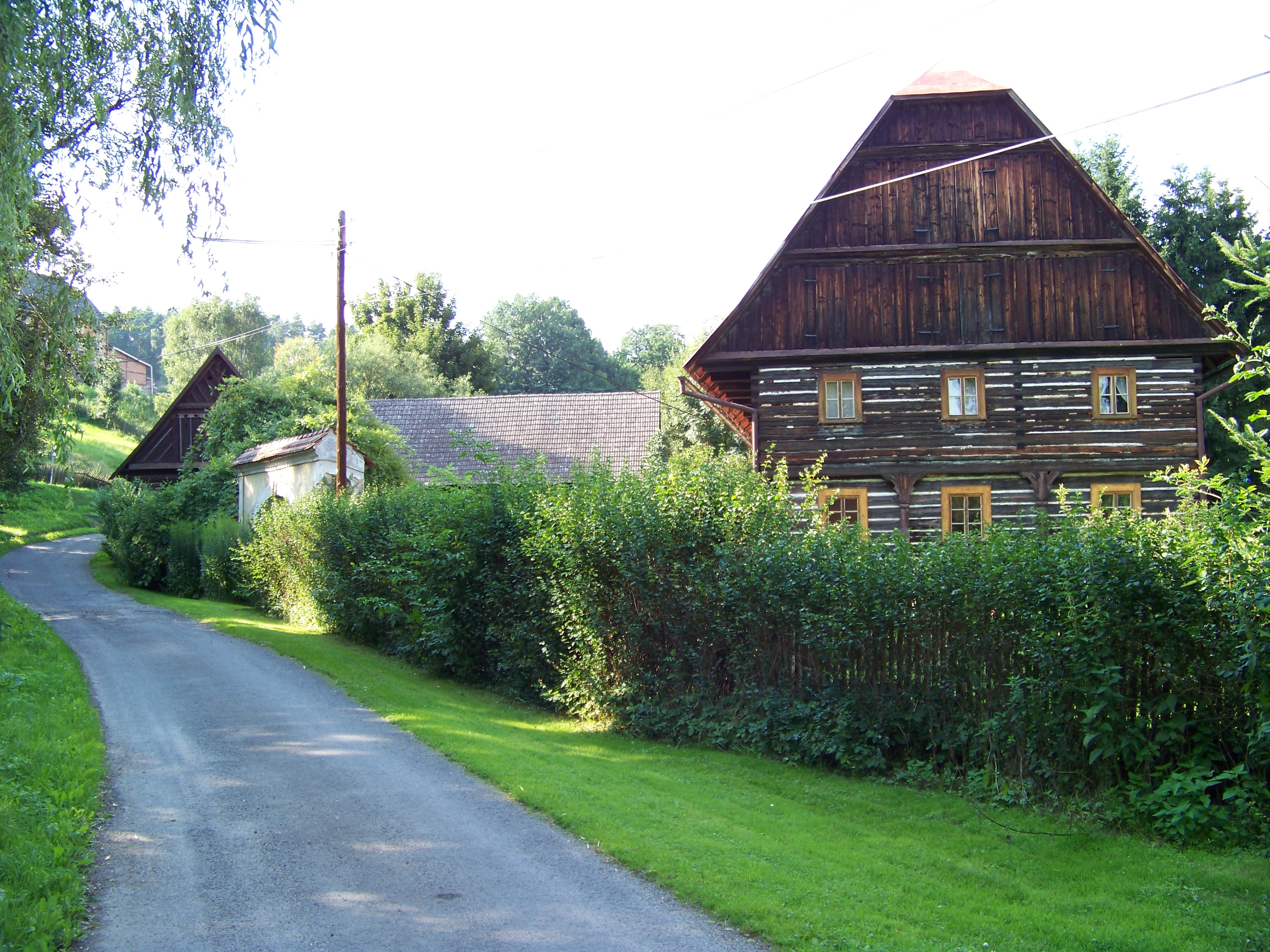
Roubený podstávkový dům čp. 6
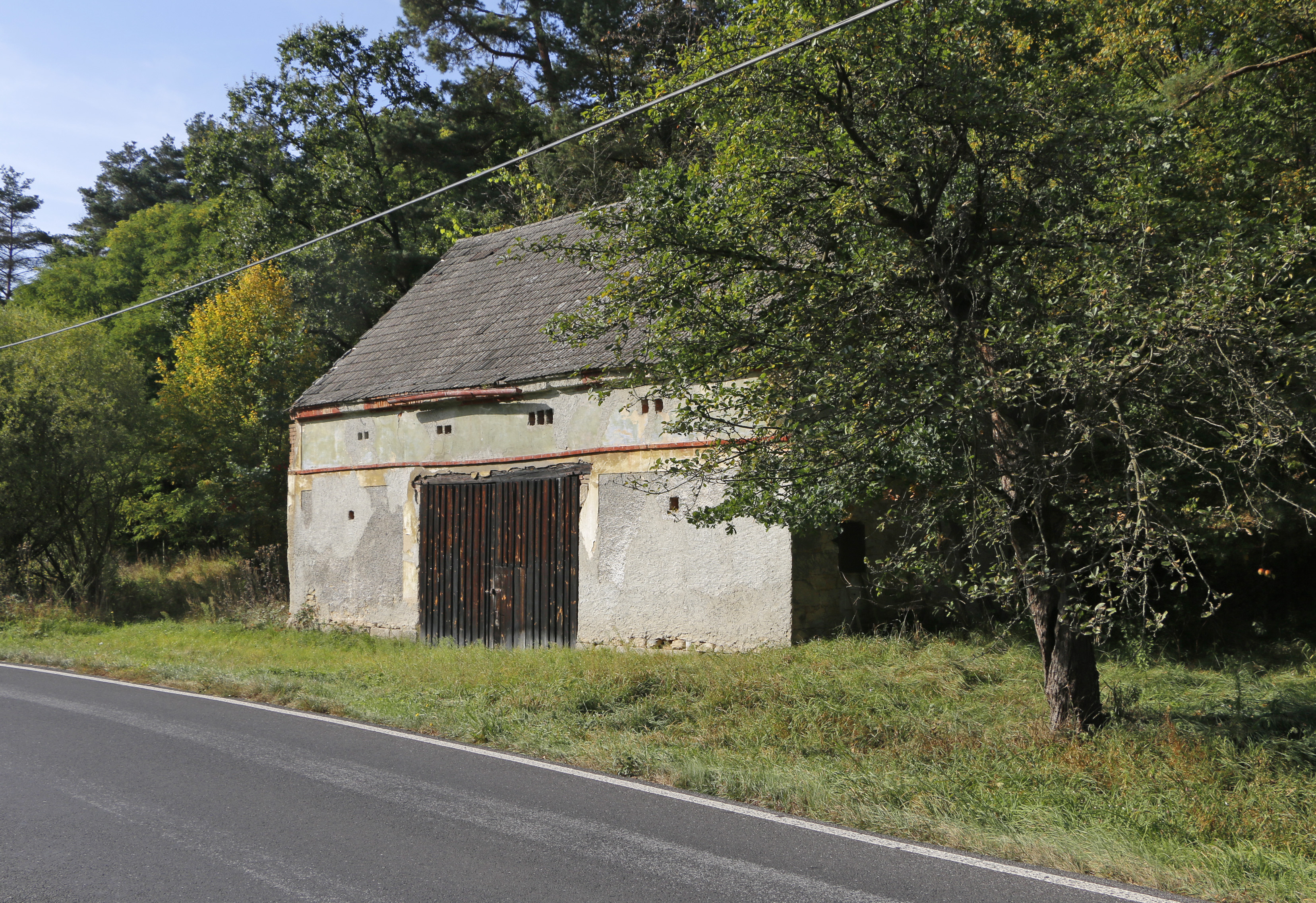
Stodola u hlavní silnice
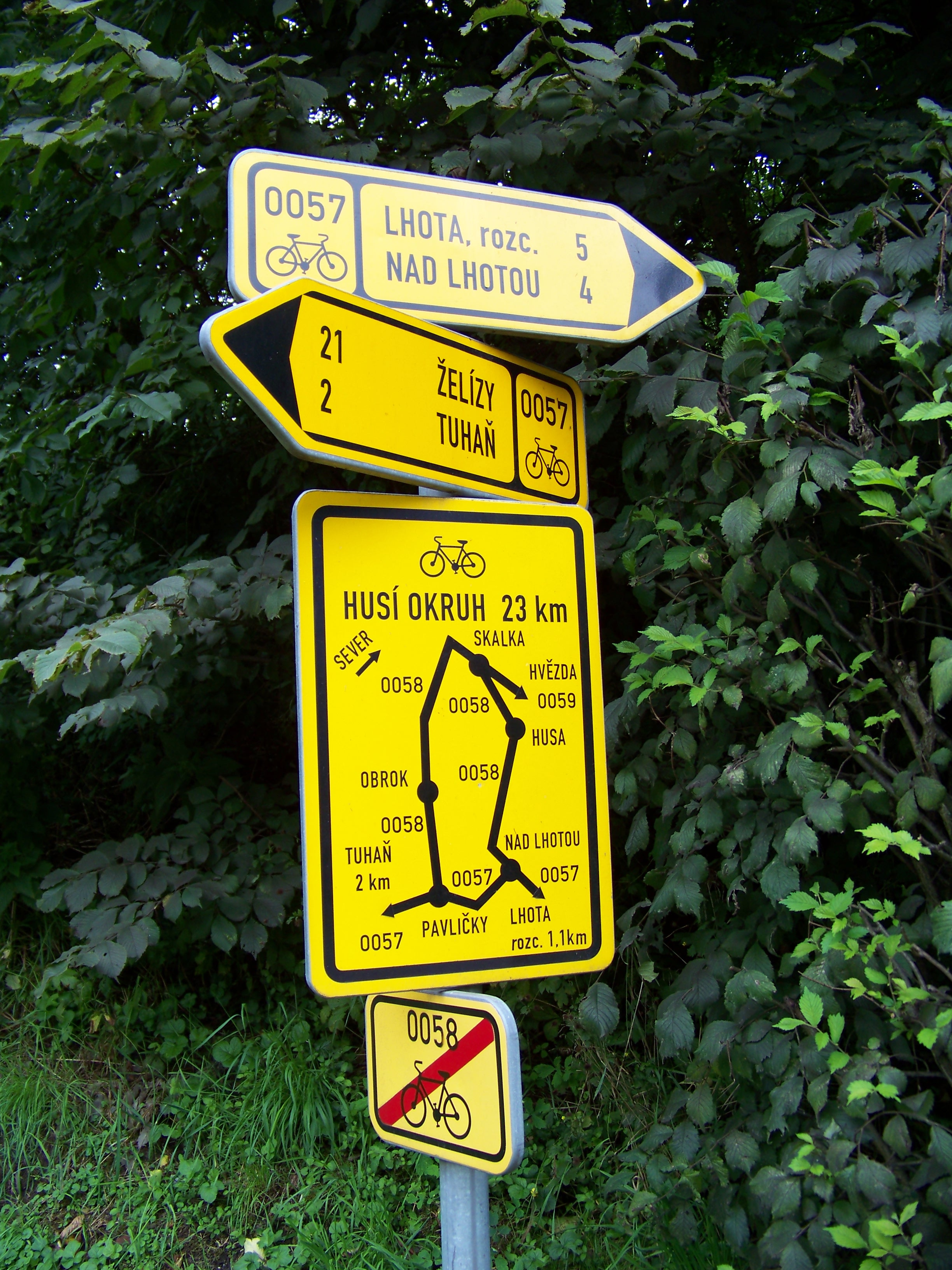
Značení cyklotras